# Јазавац медојед
Јазавац медојед (лат. Mellivora capensis) је врста животиње из породице Mustelidae. Могу се наћи у Африци, Југозападној Азији и Индијском потконтиненту. Представља једину врсту из рода Mellivora.